# Fusconaia cuneolus
Fusconaia cuneolus és una espècie de mol·lusc bivalve pertanyent a la família Unionidae. Viu a l'aigua dolça. Es troba als Estats Units: Alabama, Tennessee i Virgínia.